# 電磁相互作用
電磁相互作用（でんじそうごさよう、英: electromagnetic interaction）、あるいは電磁気力（でんじきりょく、英: electromagnetism）とは、電場あるいは磁場から電荷が力を受ける 相互作用のことをいい、基本相互作用の一つである。電磁気学によって記述される。場の理論においてラグランジアンに対して1次のユニタリ群(U(1))ゲージ対称性を付与することで現れるU(1)ゲージ場の成分が電磁気学におけるいわゆるスカラーポテンシャル及びベクトルポテンシャルと対応し、また自身についても対応する自由ラグランジアンを持っている。ラグランジュ形式で議論することで、物質に対応する変数でオイラー＝ラグランジュ方程式を解くことで電磁場から物質に対しての影響を、逆に電磁場に対応する変数でオイラーラグランジュ方程式を解くことで物質側から電磁場に与える影響を導き出すことができ、それぞれ、通常の力学でのローレンツ力とマクスウェル方程式のうちのガウスの法則とアンペールマクスウェル方程式を導出することになる。

## 概要
電磁相互作用で発生する力は電磁気力（）といい電荷にはプラスとマイナスがあり、同じもの同士で斥力、異なるもの同士で引力が働く。ゲージ場理論より、相互作用を媒介する粒子が存在し、電磁相互作用の場合は光子が媒介する。電磁相互作用を媒介する光子を仮想光子と呼ぶ事もある。
また、電磁相互作用と弱い相互作用は1967年に、ワインバーグとサラムによって統一された（ワインバーグ・サラム理論）。

## 電磁気力
電磁相互作用による力はマクロな系では電気力と磁気力として現れる。電磁気力の強度は距離の逆二乗に比例し、クーロンの法則（電気力）として定式化されている。
なお、電磁気力は電気力と磁気力を理論的に同じものであるとして統一したものである。